# پنتاکلرید آنیموان
پنتاکلرید آنیموان (به انگلیسی: Antimony pentachloride) با فرمول شیمیایی SbCl۵ یک ترکیب شیمیایی است. که جرم مولی آن 299.02 g/mol می‌باشد. شکل ظاهری این ترکیب، مایع بی رنگ یا زرد است.